# Saint-Lambert-la-Potherie
Saint-Lambert-la-Potherie là một xã thuộc tỉnh Maine-et-Loire trong vùng Pays de la Loire phía tây nước Pháp. Xã này nằm ở khu vực có độ cao trung bình 40 mét trên mực nước biển.